# Chłop (Równina Gorzowska)
Chłop (niem. Klopp See) – jezioro w woj. lubuskim, w powiecie gorzowskim, w gminie Kłodawa, leżące na terenie Równiny Gorzowskiej.
Obecna nazwa została wprowadzona urzędowo 17 września 1949 roku. Państwowy rejestr nazw geograficznych jako nazwę oboczną podaje  Jezioro Duży Chłop.

## Morfometria
Według danych Instytutu Rybactwa Śródlądowego powierzchnia zwierciadła wody jeziora wynosi 64,3 ha. Średnia głębokość zbiornika wodnego to 6,4 m, a maksymalna to 16,0 m. Lustro wody znajduje się na wysokości 59,1 m n.p.m. Objętość jeziora wynosi 4156,2 tys. m³. Natomiast A. Choiński podał wielkość jeziora jako 61,0 ha.

## Zagospodarowanie
Administratorem wód jeziora jest Regionalny Zarząd Gospodarki Wodnej w Poznaniu. Utworzył on obwód rybacki, który obejmuje wody jezior Chłop, Lubie, Chłopek, Mrowino, Mrowinko i jeziora Mokrego  (Obwód rybacki Jeziora Lubie na kanale Santoczna nr.2). Ekstensywną gospodarkę rybacką prowadzi na jeziorze Polski Związek Wędkarski Okręg w Gorzowie Wielkopolskim.

## Czystość i ochrona środowiska
W 2015 roku wody jeziora zostały zakwalifikowane do wód o umiarkowanym stanie ekologicznym, co odpowiada III klasie jakości. Jezioro położone jest na terenie Barlinecko-Gorzowskiego Parku Krajobrazowego.